# Límite termodinámico
El límite termodinámico, o límite macroscópico, de un sistema en mecánica estadística es el límite para un gran número de partículas (p. ej., átomos o moléculas) donde se considera que el volumen crece proporcionalmente al número de partículas.  El límite termodinámico se define como el límite de un sistema con un gran volumen, con la densidad de partículas mantenida fija.
{\displaystyle N\to \infty ,\,V\to \infty ,\,{\frac {N}{V}}={\text{constante}}}
En este límite, la termodinámica macroscópica es válida. Allí, las fluctuaciones térmicas en cantidades globales son despreciables, y todas las cantidades termodinámicas, como la presión y la energía, son simplemente funciones de las variables termodinámicas, como la temperatura y la densidad. Por ejemplo, para un gran volumen de gas, las fluctuaciones de la energía interna total son insignificantes y pueden ignorarse, y la energía interna promedio puede predecirse a partir del conocimiento de la presión y la temperatura del gas.
Hay que tener en cuenta que no todos los tipos de fluctuaciones térmicas desaparecen en el límite termodinámico, solo que las fluctuaciones en las variables del sistema dejan de ser importantes. Todavía habrá fluctuaciones detectables (generalmente a escalas microscópicas) en algunas cantidades observables físicamente, como
- fluctuaciones microscópicas de densidad espacial en una luz de dispersión de gas (dispersión de Rayleigh)
- movimiento de partículas visibles (movimiento browniano).
- fluctuaciones del campo electromagnético, (radiación del cuerpo negro en el espacio libre, Ruido de Johnson-Nyquist en los cables)

Matemáticamente se realiza un análisis asintótico al considerar el límite termodinámico.

## Motivo del límite termodinámico
El límite termodinámico es esencialmente una consecuencia del teorema del límite central de la teoría de la probabilidad. La energía interna de un gas de N moléculas es la suma de las contribuciones de orden N, cada una de las cuales es aproximadamente independiente, por lo que el teorema del límite central predice que la relación entre el tamaño de las fluctuaciones y la media es de orden 1/N1/2. Así, para un volumen macroscópico con quizás el número de moléculas de Avogadro, las fluctuaciones son insignificantes, y así funciona la termodinámica. En general, casi todos los volúmenes macroscópicos de gases, líquidos y sólidos pueden tratarse como si estuvieran en el límite termodinámico.
Para sistemas microscópicos pequeños, diferentes conjuntos estadísticos (microcanónicos, canónicos, grandes canónicos) permiten diferentes comportamientos. Por ejemplo, en el conjunto canónico, el número de partículas dentro del sistema se mantiene fijo, mientras que el número de partículas puede fluctuar en el gran conjunto canónico. En el límite termodinámico, estas fluctuaciones globales dejan de ser importantes.
Es en el límite termodinámico que se obedece la propiedad de la aditividad de las variables extensivas macroscópicas. Es decir, la entropía de dos sistemas u objetos tomados juntos (además de su energía y volumen) es la suma de los dos valores separados. En algunos modelos de mecánica estadística, el límite termodinámico existe, pero depende de las condiciones de contorno. Por ejemplo, esto sucede en un modelo de seis vértices: la energía libre en masa es diferente para las condiciones de frontera periódicas y para las condiciones de frontera de la pared de dominio.

## Casos donde no hay límite termodinámico
No existe un límite termodinámico en todos los casos. Por lo general, un modelo se lleva al límite termodinámico aumentando el volumen junto con el número de partículas mientras se mantiene constante la densidad del número de partículas. Dos regularizaciones comunes son la regularización de la caja, donde la materia se limita a una caja geométrica, y la regularización periódica, donde la materia se coloca en la superficie de un toro plano (es decir, la caja con condiciones de contorno periódicas). Sin embargo, los siguientes tres ejemplos demuestran casos en los que estos enfoques no conducen a un límite termodinámico:
- Partículas con un potencial atractivo que (a diferencia de la fuerza de Van der Waals entre las moléculas) no gira y se vuelve repulsiva incluso a distancias muy cortas: en tal caso, la materia tiende a agruparse en lugar de extenderse uniformemente en todo el espacio disponible . Este es el caso de los sistemas gravitacionales, donde la materia tiende a agruparse en filamentos, supercúmulos galácticos, galaxias, cúmulos estelares y estrellas.
- Un sistema con una densidad de carga promedio distinta de cero: en este caso, no se pueden usar condiciones de frontera periódicas porque no hay un valor consistente para el flujo eléctrico. Por otra parte, con la regularización de la caja, la materia tiende a acumularse a lo largo del límite de la caja en lugar de dispersarse más o menos uniformemente con solo efectos secundarios menores.
- Ciertos fenómenos cuánticos cerca de la temperatura cero absoluta presentan anomalías; por ejemplo, condensado de Bose-Einstein, superconductividad y superfluidez.
- Cualquier sistema que no sea H-estable; este caso también se llama catastrófico.